# Brignac-la-Plaine
Pour les articles homonymes, voir Brignac et Plaine (homonymie).
Brignac-la-Plaine est une commune française située dans le département de la Corrèze, en région Nouvelle-Aquitaine.

## Géographie

### Généralités

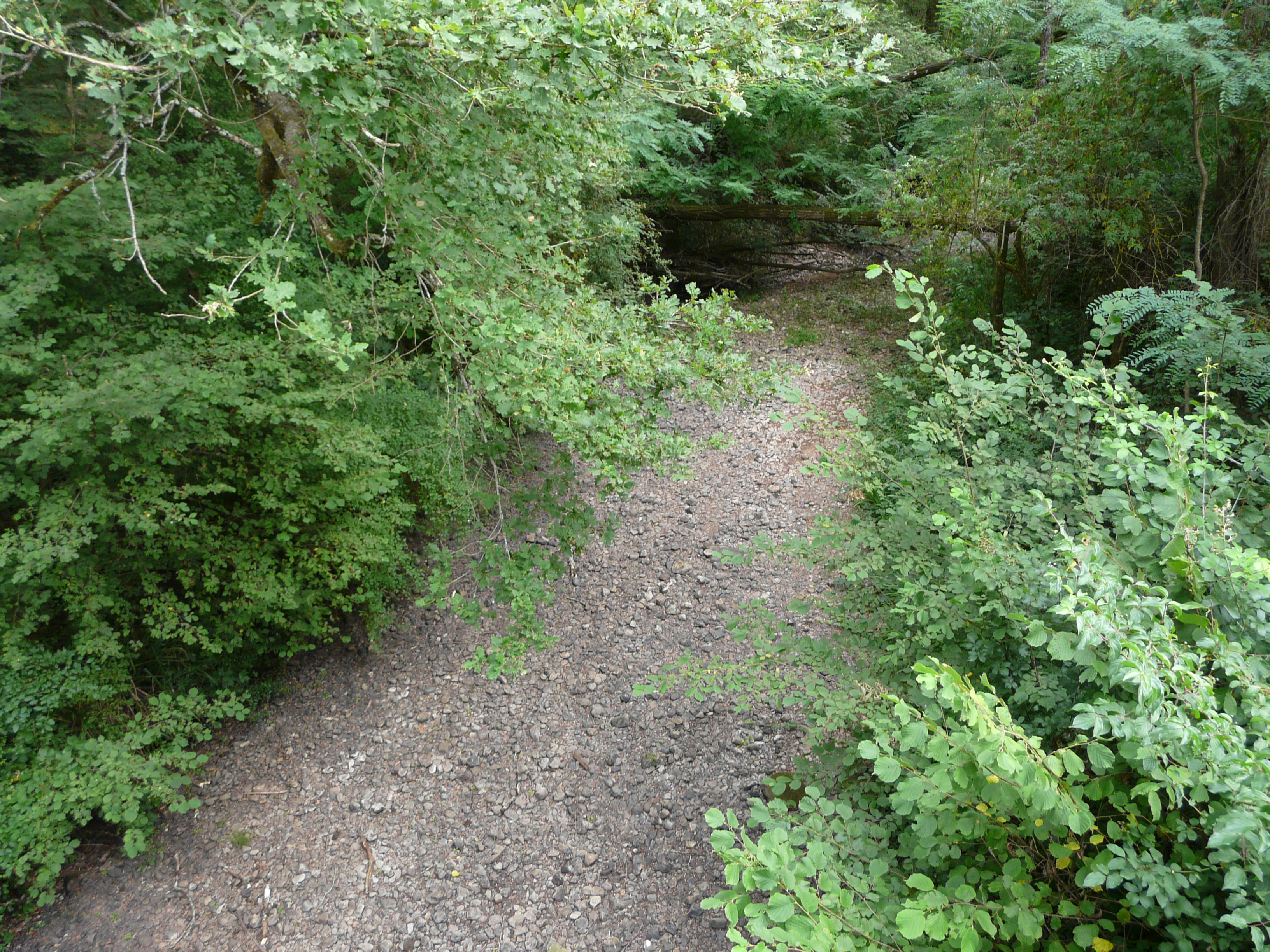
Le lit de la Logne complètement à sec en août 2015.

Dans la partie sud-ouest du département de la Corrèze, dans le bassin de Brive, la commune de Brignac-la-Plaine est arrosée par la Logne, un affluent de la Vézère.
L'altitude minimale, 99 mètres, se trouve à l'extrême sud-est, près du lieu-dit Aziniéras, là où la Logne quitte la commune et sert de limite à celles de Cublac et Mansac. L'altitude maximale avec 336 mètres est localisée à l'ouest, au lieu-dit Petit Sourgnac.
À l'intersection des routes départementales (RD) 3 et 39, le bourg de Brignac-la-Plaine se situe, en distances orthodromiques, sept kilomètres au nord-est du centre-ville de Terrasson et seize kilomètres à l'ouest-nord-ouest de Brive-la-Gaillarde.
Le territoire communal est également desservi par les RD 2 et 147. L'autoroute A89 traverse la partie sud de la commune mais l'échangeur le plus proche (no 18, celui de Terrasson), se trouve sur la commune voisine de Mansac, à huit kilomètres du bourg de Brignac-la-Plaine par la route.

### Communes limitrophes
Brignac-la-Plaine est limitrophe de six communes, dont une dans le département de la Dordogne.
| Louignac          | Perpezac-le-Blanc | Yssandon |
| Villac (Dordogne) | Brignac-la-Plaine |          |
|                   | Cublac            | Mansac   |

### Climat
Pour des articles plus généraux, voir Climat de la Nouvelle-Aquitaine et Climat de la Corrèze.
Historiquement, la commune est exposée à un climat océanique aquitain.  
En 2020, Météo-France publie une typologie des climats de la France métropolitaine dans laquelle la commune est exposée à un climat océanique altéré et est dans la région climatique  Ouest et nord-ouest du Massif Central, caractérisée par une pluviométrie annuelle de 900 à 1 500 mm, maximale en automne et en hiver.
Pour la période 1971-2000, la température annuelle moyenne est de 12,6 °C, avec  une amplitude thermique annuelle de 15,3 °C. Le cumul annuel moyen de précipitations est de 970 mm, avec 12,3 jours de précipitations en janvier et 7,2 jours en juillet. Pour la période 1991-2020, la température moyenne annuelle observée sur la station météorologique la plus proche, située sur la commune de Voutezac à 14 km à vol d'oiseau, est de 12,2 °C et le cumul annuel moyen de précipitations est de 1 014,2 mm,. Pour l'avenir, les paramètres climatiques de la commune estimés pour 2050 selon différents scénarios d’émission de gaz à effet de serre sont consultables sur un site dédié publié par Météo-France en novembre 2022.

## Urbanisme

### Typologie
Au 1er janvier 2024, Brignac-la-Plaine est catégorisée commune rurale à habitat dispersé, selon la nouvelle grille communale de densité à 7 niveaux définie par l'Insee en 2022.
Elle est située hors unité urbaine. Par ailleurs la commune fait partie de l'aire d'attraction de Brive-la-Gaillarde, dont elle est une commune de la couronne,. Cette aire, qui regroupe 80 communes, est catégorisée dans les aires de 50 000 à moins de 200 000 habitants,.

### Occupation des sols
L'occupation des sols de la commune, telle qu'elle ressort de la base de données européenne d’occupation biophysique des sols Corine Land Cover (CLC), est marquée par l'importance des territoires agricoles (64,6 % en 2018), en augmentation par rapport à 1990 (61 %). La répartition détaillée en 2018 est la suivante : 
prairies (40,4 %), forêts (33,7 %), zones agricoles hétérogènes (24,1 %), zones urbanisées (1,7 %).
L'évolution de l’occupation des sols de la commune et de ses infrastructures peut être observée sur les différentes représentations cartographiques du territoire : la carte de Cassini (XVIIIe siècle), la carte d'état-major (1820-1866) et les cartes ou photos aériennes de l'IGN pour la période actuelle (1950 à aujourd'hui).

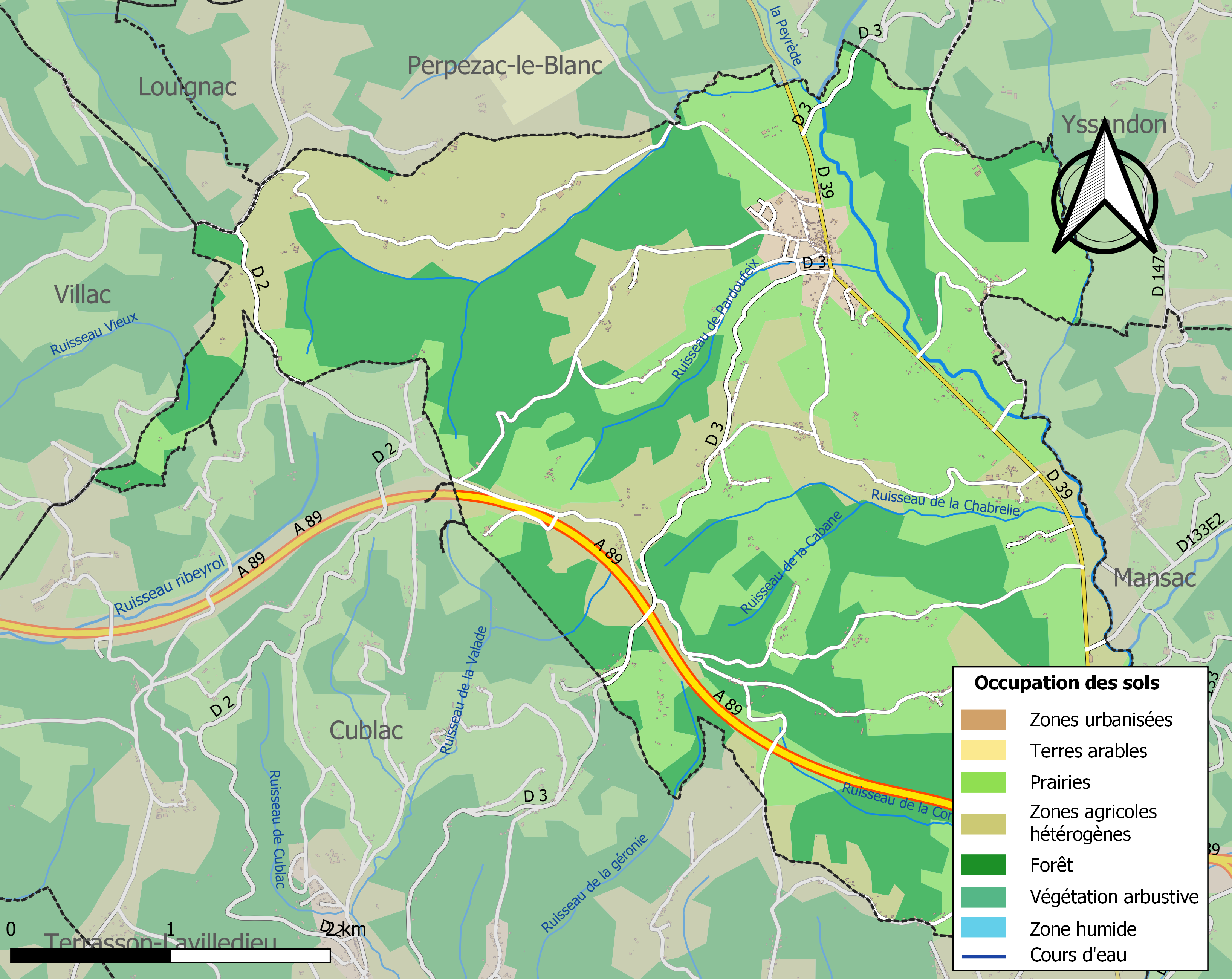
Carte des infrastructures et de l'occupation des sols de la commune en 2018 (CLC).

### Risques majeurs
Le territoire de la commune de Brignac-la-Plaine est vulnérable à différents aléas naturels : météorologiques (tempête, orage, neige, grand froid, canicule ou sécheresse), feux de forêts, mouvements de terrains et séisme (sismicité très faible). Il est également exposé à un risque technologique,  le transport de matières dangereuses, et à un risque particulier : le risque de radon. Un site publié par le BRGM permet d'évaluer simplement et rapidement les risques d'un bien localisé soit par son adresse soit par le numéro de sa parcelle.

#### Risques naturels

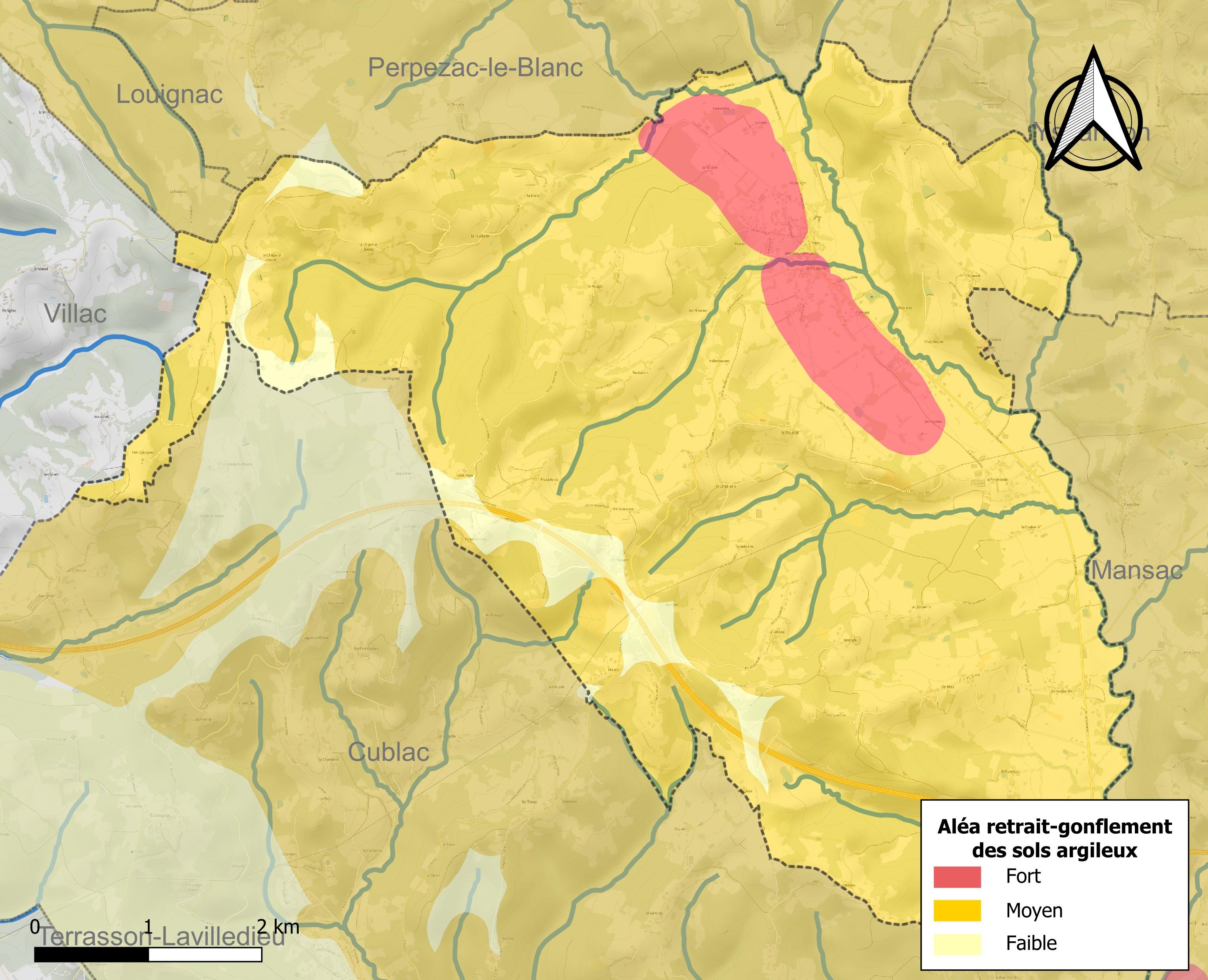
Carte des zones d'aléa retrait-gonflement des sols argileux de Brignac-la-Plaine.

La commune est vulnérable au risque de mouvements de terrains constitué principalement du retrait-gonflement des sols argileux. Cet aléa est susceptible d'engendrer des dommages importants aux bâtiments en cas d’alternance de périodes de sécheresse et de pluie. 95,7 % de la superficie communale est en aléa moyen ou fort (26,8 % au niveau départemental et 48,5 % au niveau national). Sur les 480 bâtiments dénombrés sur la commune en 2019,  462 sont en aléa moyen ou fort, soit 96 %, à comparer aux 36 % au niveau départemental et 54 % au niveau national. Une cartographie de l'exposition du territoire national au retrait gonflement des sols argileux est disponible sur le site du BRGM,.
Concernant les feux de forêt, aucun plan de prévention des risques incendie de forêt (PPRIF) n’a été établi en Corrèze, néanmoins le code de l’urbanisme impose la prise en compte des risques dans les documents d’urbanisme. Le périmètre des servitudes d'utilité publique et des zones d'obligation légale de débroussaillement pour les particuliers est quant à lui défini pour la commune dans une carte dédiée. 

#### Risques technologiques
Le risque de transport de matières dangereuses sur la commune est lié à sa traversée par une route à fort trafic. Un accident se produisant sur une telle infrastructure est susceptible d’avoir des effets graves sur les biens, les personnes ou l'environnement, selon la nature du matériau transporté. Des dispositions d’urbanisme peuvent être préconisées en conséquence. 

#### Risque particulier
Dans plusieurs parties du territoire national, le radon, accumulé dans certains logements ou autres locaux, peut constituer une source significative d’exposition de la population aux rayonnements ionisants. Certaines communes du département sont concernées par le risque radon à un niveau plus ou moins élevé. Selon la classification de 2018, la commune de Brignac-la-Plaine est classée en zone 3, à savoir zone à potentiel radon significatif. 

## Toponymie
La commune se nomme Brenhac en occitan.

## Histoire
Brignac-la-Plaine s'appelait jadis Briniac.

## Politique et administration

### Liste des maires
| Période                                  | Période  | Identité                                    | Étiquette | Qualité             |
| ---------------------------------------- | -------- | ------------------------------------------- | --------- | ------------------- |
| Les données manquantes sont à compléter. |          |                                             |           |                     |
|                                          |          |                                             |           |                     |
| 1848                                     | 1860     | Jean-Baptiste Arnaud, dit Arnaud Froidefond |           | Enseignant          |
|                                          |          |                                             |           |                     |
| 2005                                     | mai 2020 | Philippe Mouzac                             |           | Enseignant          |
| mai 2020                                 | En cours | Bernard Roussely                            | DVD       | Exploitant agricole |

### Politique de développement durable
La commune a engagé une politique de développement durable en lançant une démarche d'Agenda 21 en 2008.

## Démographie
Les habitants de Brignac-la-Plaine sont appelés les Brignacois et les Brignacoises.
L'évolution du nombre d'habitants est connue à travers les recensements de la population effectués dans la commune depuis 1793. Pour les communes de moins de 10 000 habitants, une enquête de recensement portant sur toute la population est réalisée tous les cinq ans, les populations de référence des années intermédiaires étant quant à elles estimées par interpolation ou extrapolation. Pour la commune, le premier recensement exhaustif entrant dans le cadre du nouveau dispositif a été réalisé en 2004.

En 2022, la commune comptait 967 habitants, en évolution de −2,03 % par rapport à 2016 (Corrèze : −0,59 %, France hors Mayotte : +2,11 %).
| 1793 | 1800  | 1806 | 1821  | 1831  | 1836  | 1841  | 1846  | 1851  |
| ---- | ----- | ---- | ----- | ----- | ----- | ----- | ----- | ----- |
| 977  | 1 007 | 942  | 1 110 | 1 127 | 1 086 | 1 020 | 1 185 | 1 183 |

| 1856  | 1861  | 1866  | 1872  | 1876  | 1881  | 1886  | 1891  | 1896  |
| ----- | ----- | ----- | ----- | ----- | ----- | ----- | ----- | ----- |
| 1 108 | 1 103 | 1 120 | 1 040 | 1 132 | 1 095 | 1 119 | 1 065 | 1 054 |

| 1901  | 1906 | 1911 | 1921 | 1926 | 1931 | 1936 | 1946 | 1954 |
| ----- | ---- | ---- | ---- | ---- | ---- | ---- | ---- | ---- |
| 1 018 | 964  | 915  | 884  | 811  | 840  | 845  | 698  | 682  |

| 1962 | 1968 | 1975 | 1982 | 1990 | 1999 | 2004 | 2006 | 2009 |
| ---- | ---- | ---- | ---- | ---- | ---- | ---- | ---- | ---- |
| 747  | 757  | 780  | 781  | 817  | 808  | 776  | 773  | 838  |

| 2014 | 2019 | 2022 | - | - | - | - | - | - |
| ---- | ---- | ---- | - | - | - | - | - | - |
| 972  | 962  | 967  | - | - | - | - | - | - |

## Culture locale et patrimoine

### Lieux et monuments
- L'église romane Saint-Pierre-ès-Liens, très remaniée, date du XIIe siècle.
- En limite de commune, le château de la Choisne, construit au XIXe siècle et aujourd'hui transformé en EHPAD, se trouve sur la commune de Mansac ; sa chapelle et le bâtiment moderne sont sur le territoire de Brignac-la-Plaine.

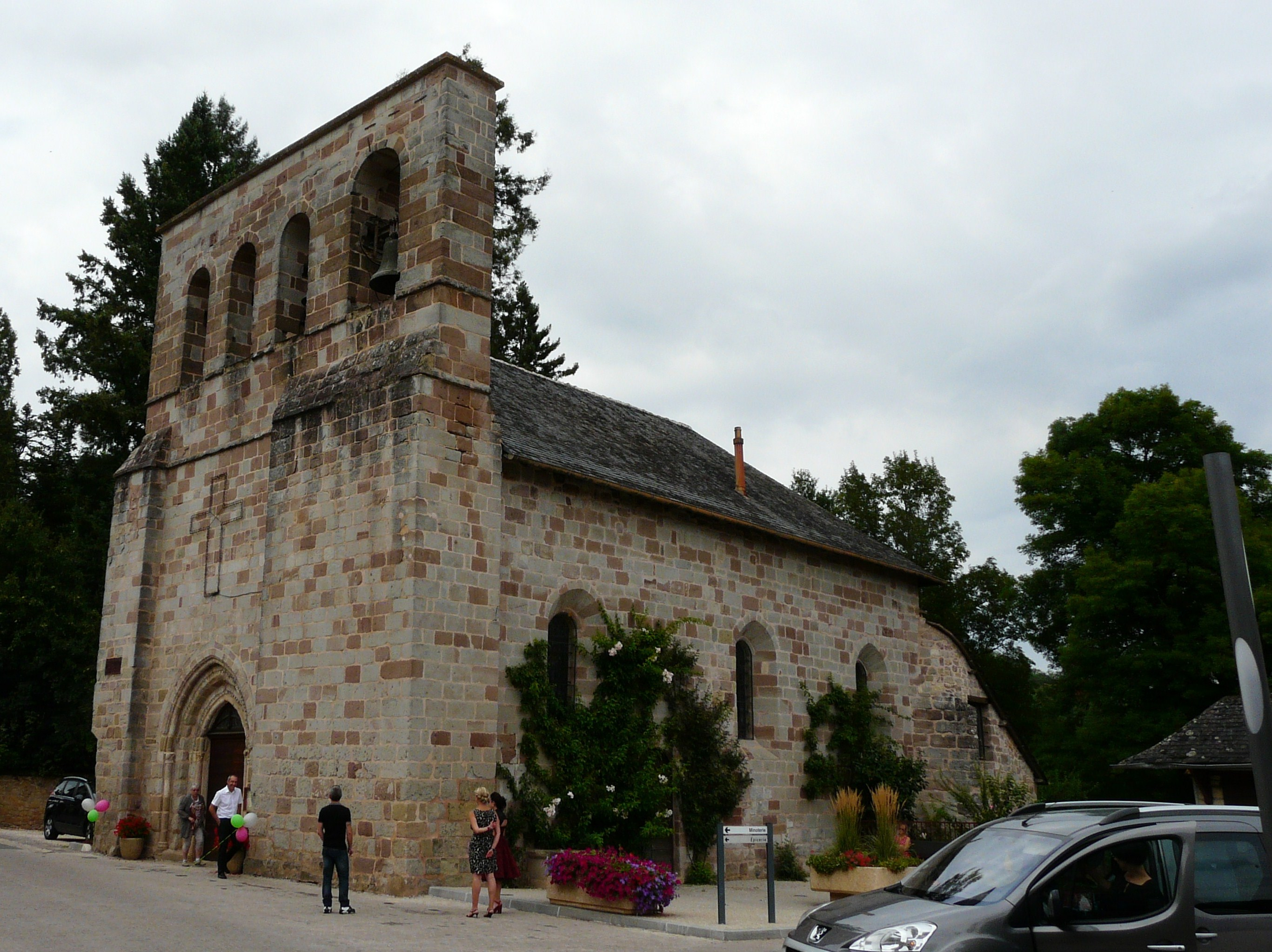
L'église Saint-Pierre-ès-Liens.
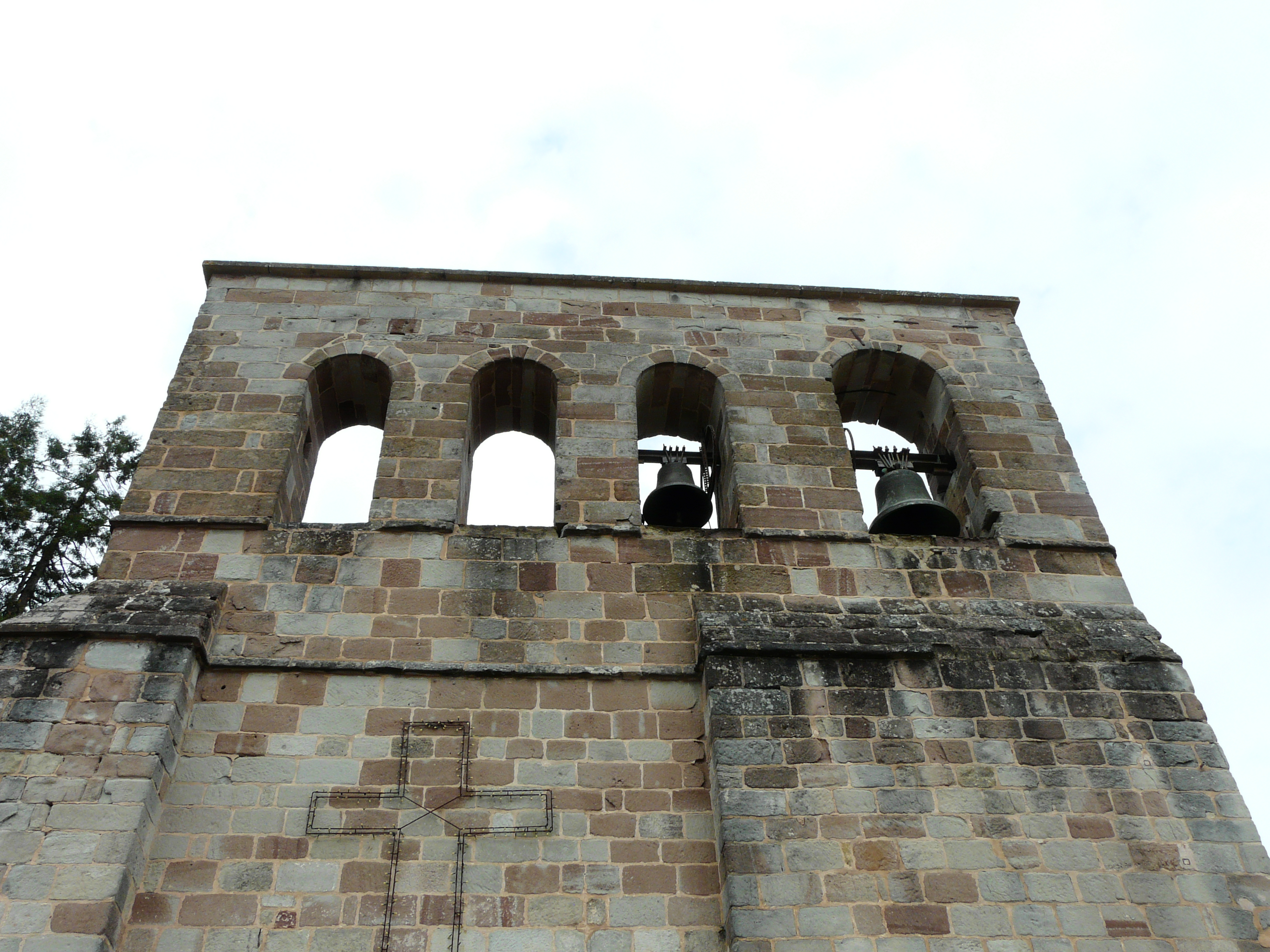
Son clocher-mur.
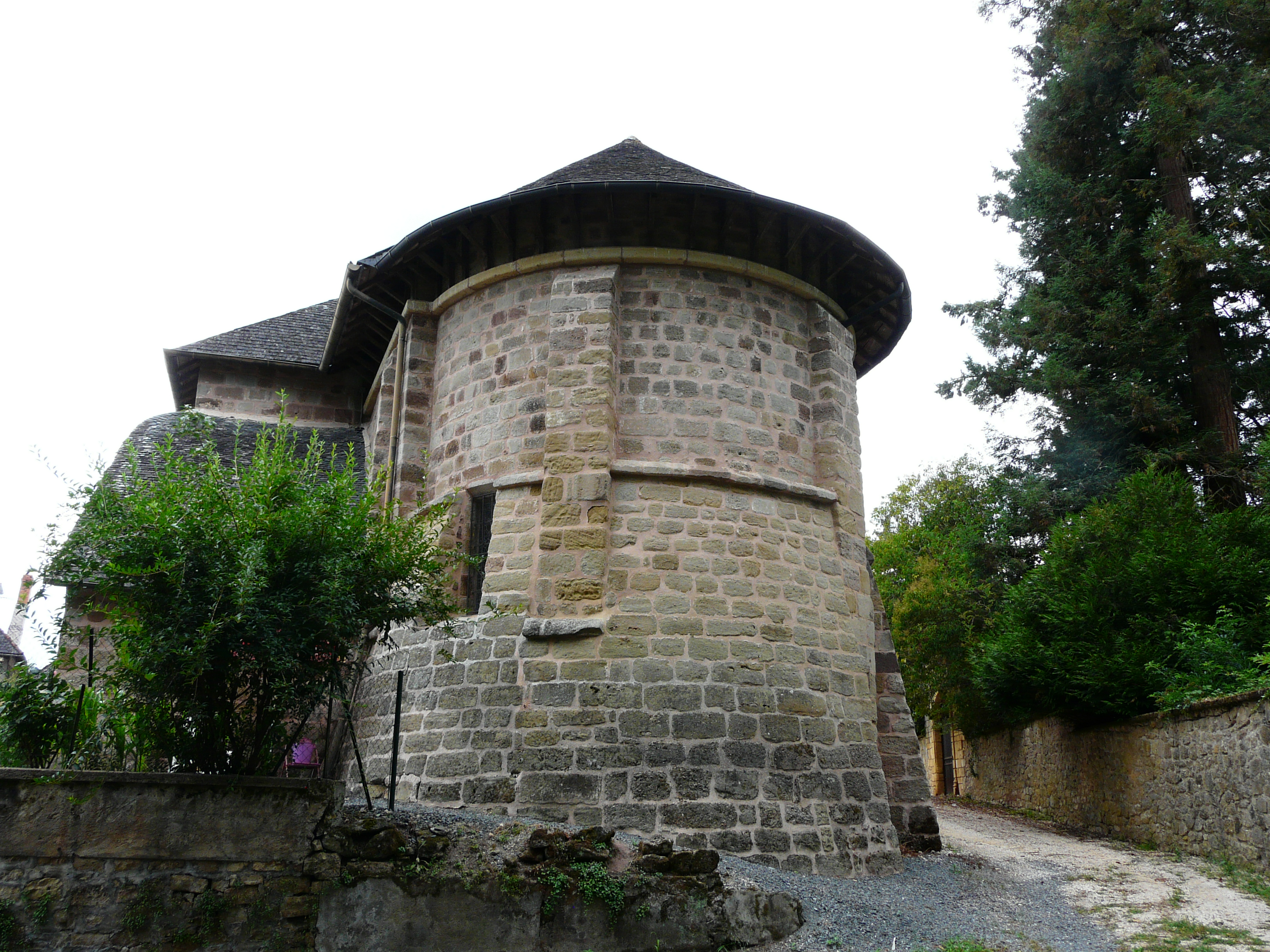
Son chevet.
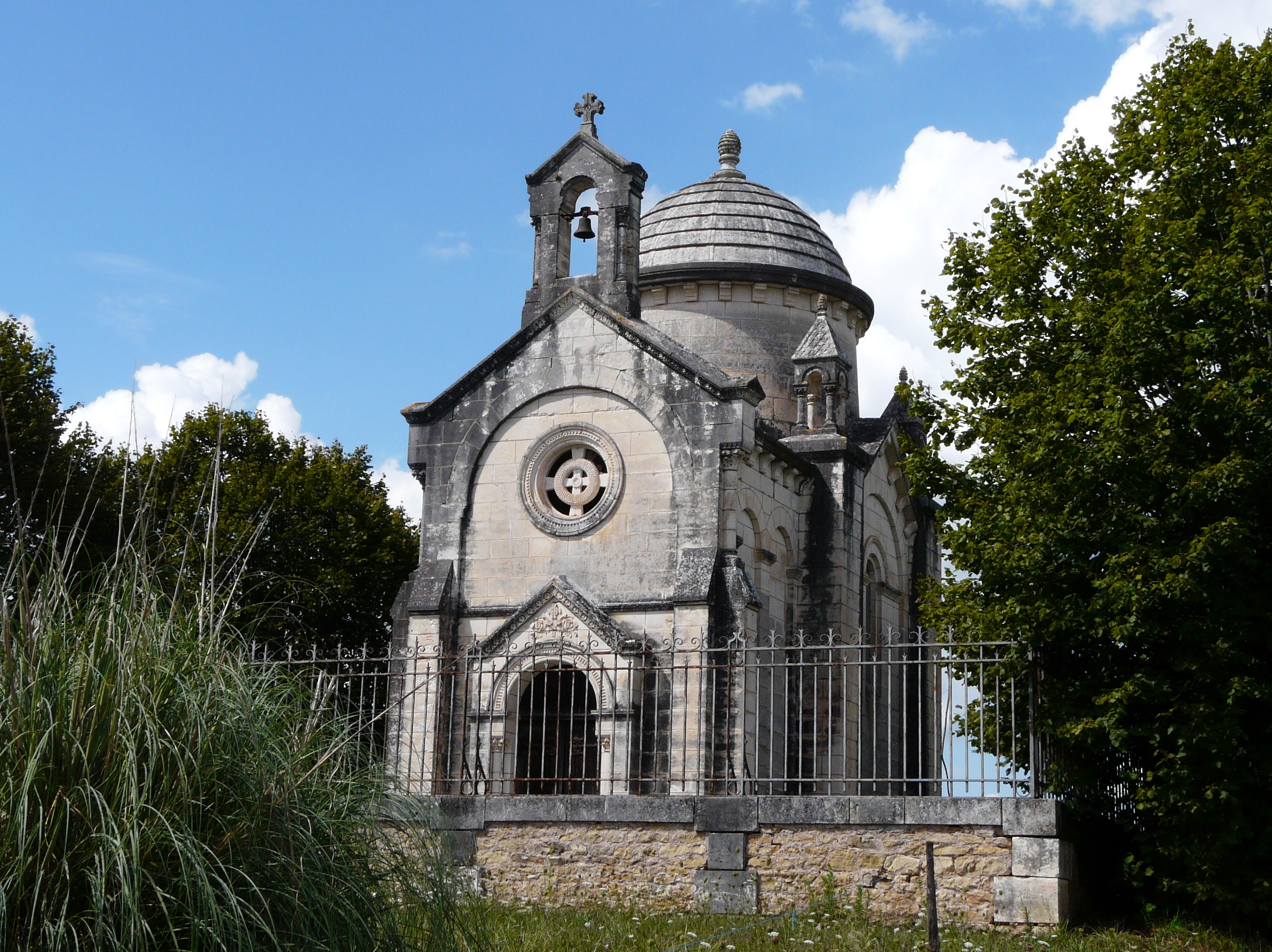
La chapelle du château de la Choisne.

### Héraldique
| Blason | Blasonnement : De gueules au lion d'or armé et lampassé de sable, accosté de deux épées hautes d'or posées en pal. |